# 小栗重成
小栗 重成（おぐり しげなり）は、平安時代末期から鎌倉時代初期の常陸国の武士。

## 生涯
小栗氏は常陸大掾氏の一族で、伊勢神宮領である小栗御厨（現・筑西市小栗）の荘官を相伝した。治承4年（1180年）源頼朝が鎌倉を中心に東国に号令したが、当初は大掾氏一族のほとんどが反頼朝方につき、『源平闘諍録』は同じく反頼朝方となった北常陸の佐竹氏に従った大掾氏一族の中に重成の名を挙げている。同年、富士川の戦いで平氏軍を破った頼朝は馬首を返して常陸平定に乗り出し、金砂城の戦いで佐竹氏を倒した。このとき重成は頼朝方に転じたようで、帰路に頼朝が重成の八田館に立ち寄っている。
寿永2年（1182年）反頼朝方となった源義広討伐のため下野へ出陣し、同国の小山氏・宇都宮氏や八田知家などとともに義広を破った（野木宮合戦）。その後の平氏追討軍にも従軍したという。このように重成は頼朝に反抗的な勢力がほとんどを占めた常陸武士において数少ない頼朝への早期帰参者であり、重成以外の常陸武士は元暦元年（1184年）になってようやく御家人として認められている。しかし常陸国内では下野出身の下河辺政義や八田知家の勢力が増大し、特に常陸守護だった後者の伸長は大きく、文治5年（1189年）奥州合戦において常陸の御家人を統率したのは知家と下総の千葉常胤であり、重成もまた多気義幹を始めとする大掾氏一族とともに知家の指揮下にあった。戦後、頼朝の命で平泉の蔵を探索すると数々の珍品が発見されたため、その中で玉で飾られた幡と華鬘を褒賞として与えられ、自らの氏寺に奉納した。
建久4年（1193年）頼朝は鹿島神宮の造営遷宮の作業が遅延していると指摘し、かねてより造営奉行を務めていた重成と伊佐為宗に不快感を示した。だがこのとき重成は病を得ており、しかも神懸かりして発狂状態にあった。重成の枕元に数十人の山伏が立ち、奥州合戦の際に得た玉幡を要求するという夢を毎晩のように見たため、精神的に病んでしまったのだという。重成の郎党からこの報告を受けた頼朝は奉行を大掾資幹に交代させた。だが事実として奉行を引き継いだのは八田知家であり、資幹へ交代したというのは大掾氏後裔による僭称であるという指摘もある。年内には大掾氏の有力者だった多気義幹が失脚、その弟の下妻弘幹も討たれており、大掾氏の低調に引き換え八田氏の勢力伸長が目立った。その後の重成の消息は『吾妻鏡』からも見られなくなるが、子孫は引き続き小栗御厨の地頭職を継承した。